# Jeziorko (Ukraina)
Jeziorko (ukr. Озерко, Ozerko) – wieś na Ukrainie, w obwodzie rówieńskim, w rejonie rówieńskim, w hromadzie Mizocz. W 2001 liczyła 142 mieszkańców, spośród których 141 wskazało jako ojczysty język ukraiński, a 1 rosyjski.
W okresie międzywojennym wieś znajdowała się w granicach II RP, wchodząc w skład gminy Mizocz w powiecie zdołbunowskim, w województwie wołyńskim.